# Сражение при Торуфэир-Гэп
Сражение при Торуфэир-Гэп (англ. The Battle of Thoroughfare Gap), также известное, как сражение при Чепманс-Милл (Chapman’s Mill), произошло 28 августа 1862 года на территории округов Фокьер и Принс-Уильям в Вирджинии, и было частью Северовирджинской кампании американской гражданской войны. В ходе сражения дивизии генерала Джеймса Лонгстрита успешно отбросила части федерального генерала Рикеттса и полковника Уиндхама, которые блокировали ущелье Торуфеир-Гэп. Это позволило Лонгстриту соединиться с частями Томаса Джексона под Манассасом в ходе второго сражения при Бул-Ране.

## Предыстория
26 августа 1862 года корпус Джексона «Каменная стена» прошёл ущелье Торуфэир-Гэп и направился к федеральным складам у станции Манассас-Джанкшен. На следующий день федеральный генерал Ирвин Макдауэлл выступил от Уорренгтона к Манассасу на перехват Джексона. Для прикрытия левого фланга он приказал бригаде Джеймса Рикеттса и 1-му ньюджерсийскому кавалерийскому полку Перси Уиндхэма выдвинуться к ущелью Торуфэир. Рикеттс остановился в Гэинсвилле, в 10 километрах восточнее ущелья, а Уиндхэм встал прямо в ущелье. В это время корпус генерала Лонгстрита шел по следам Джексона и поздним вечером 27 августа подошёл к ущелью с западной стороны.

## Сражение
28 августа, в 09:30, отряд Уиндхэма подошёл к ущелью и начал валить деревья на восточном его конце, чтобы перекрыть дорогу. В этот момент появились авангарды Лонгстрита. Уиндхэм сразу же отправил вестового к Рикеттсу в Гейнсвиль. Рикеттс выступил к ущелью, но двигался так медленно, что к 14:00 добрался только до Хаймаркета, который находится в 4,8 километрах от ущелья. К этому времени Лонгстрит уже выбил из ущелья Уиндхэма и полностью контролировал ущелье. И всё же позиции федералов были весьма сильны: небольшие хребты позволяли контролировать дорогу на Гейнсвиль, а южане ещё не заняли высоты к северу и югу от ущелья.
В сложившихся обстоятельствах Лонгстрит разработал план действий по удержанию ущелья. Он решил занятьв высоты по обеим сторонам ущелья и выйти во фланг позиций противника. Он направил 9-й джорджианский полк из бригады Джорджа Андерсона к Чапменс-Милл, где полк встретил 11-й пенсильванский полк. По недоразумению пенсильванцы как раз разбирали завалы, сооружённые людьми Уиндхема. Одновременно Андерсон отправил другие свои полки на захват высот с северной стороны ущелья. В это время 2-й и 20-й джорджианские полки из бригады Генри Беннинга поднялись на высоты южнее ущелья и выбили оттуда 13-й массачусетский полк.
Когда стало понятно, что ущелье прочно удерживается, бригаде полковника Эвандеру Лоу было приказано перейти хребет севернее ущелья и атаковать правый фланг противника. Одновременно генерал Уилкокс отправил три свои бригады ещё дальше на север, где они перешли хребет по ущелью Хоупвелл-Гэп и нацелились на тыл федерального отряда. Обнаружив бригаду Лоу на своем фланге, Рикеттс отправил туда 84-й нью-йоркский полк, который на какое-то время задержал бригаду Лоу. Однако, 2-й и 20-й джорджианские полки атаковали левый фланг Рикеттса. Положение северян стало безнадёжным и Рикеттс решил отступать в Гейнсвилль. Он отступил ещё до того, как Уилкокс успел отрезать его от Гейнсвилля.

## Последствия
В сражении при Торуфеир-Гэп обе стороны потеряли в общей сложности около 100 человек, однако это сражение имело важные стратегические последствия. Рикеттс не понял всей важности контроля над ущельем и позволил двум частям Северовирджинской армии объединиться. Вместо того, чтобы перекрыть ущелье укреплениями, он отправил туда всего лишь отряд кавалерии, а сам разместился в Гейнсвилле, охраняя железную дорогу, хотя именно эту задачу стоило поручить кавалерии. Он не использовал ни одно из своих преимуществ, которые помогли бы ему задержать Лонгстрита. Неудача Рикеттса в ущелье предопределила разгром армии Поупа 30 августа.